# Міжнародний день дівчат
Міжнаро́дний де́нь дівча́ток, також Міжнаро́дний де́нь дівча́т (англ. International Day of the Girl Child) — проголошений Організацією Об'єднаних Націй день, мета встановлення якого — привернення уваги до дискримінації дівчат у різних країнах, підвищення обізнаності про нерівність, з якими стикаються дівчатка у всьому світі на основі їх статі. Відзначається щорічно 11 жовтня. Вперше був відзначений 11 жовтня 2012 року.
19 грудня 2011 Генеральна Асамблея ООН прийняла резолюцію 66/170, в якій проголосила 11 жовтня Міжнародним днем дівчаток в знак визнання прав дівчаток і унікальних проблем, з якими вони стикаються в усьому світі, з дискримінацією та насильством. Міжнародний день дівчаток дозволяє зосередити увагу на необхідності вирішення проблем, з якими стикаються дівчатка, і заохочувати розширення прав і можливостей дівчаток та здійснення їхніх прав людини.
Перше святкування Дня було присвячене проблемі ранніх шлюбів, які являють собою порушення прав людини і впливають на всі аспекти життя дівчаток. За даними ООН, практично кожна третя молода жінка у віці від 20 до 24 років вперше вступила в шлюб до досягнення 18-річного віку. Найчастіше така практика зустрічається у Південній Азії (46 %), країнах Африки, розташованих на південь від Сахари (37 %), державах Латинської Америки і Карибського басейну (29 %). На частку Європейського союзу і країн СНД припадає 11 % таких випадків.
На думку експерток та експертів ООН, примушені до шлюбу дівчатка перетворюються на рабинь до кінця своїх днів — рабинь по будинку, сексуальних рабинь, а їх права на доступ до медицини, до освіти, на фізичну і моральну свободу порушуються.
Дитячі шлюби призводять до ранніх і небажаних вагітностей, представляючи загрозу для життя дівчаток. У країнах, що розвиваються, 90 % дітей народжених підлітками у віці 15-19 років, — це діти дівчаток, які перебувають у шлюбі, і ускладнення при вагітності є головною причиною смерті у дівчаток цієї вікової групи. У дівчат з низьким рівнем освіти ймовірність вступу в шлюб у ранньому віці вища, і наявні дані показують, що в більшості випадків дитячий шлюб означає для дівчаток кінець навчання, вони позбавляються можливості отримати повноцінну освіту. І навпаки, дівчата, закінчивши середню школу, не поспішають зв'язувати себе шлюбом, у них ймовірність дитячих шлюбів виявляється в шість разів нижче, так що освіта є однією з найкращих стратегій захисту інтересів дівчаток і боротьби з ранніми шлюбами.
Тема Міжнародного дня дівчаток у 2017 році: «Розширення прав і можливостей дівчат: реагування на надзвичайні ситуації та планування стійкості»;